# Stichius albomaculatus
Stichius albomaculatus är en spindelart som beskrevs av Tord Tamerlan Teodor Thorell 1890. Stichius albomaculatus ingår i släktet Stichius och familjen hoppspindlar. Inga underarter finns listade i Catalogue of Life.